# جيمس شاندلير
جيمس شاندلير (بالإنجليزية: James Chandler)‏ هو كاتب أمريكي، ولد في 17 يناير 1948.